# Lev Ciugaev
Lev Aleksandrovici Ciugaev (n. 16 octombrie 1873, Moscova, Imperiul Rus – d. 26 septembrie 1922, Gryazovets⁠(d), RSFS Rusă, URSS) a fost un chimist rus. A fost profesor de chimie la Universitatea din Petersburg, fiind succesorul lui Dmitri Mendeleev. A activat în domeniul chimie anorganice, în special al complecșilor platinei, dar și în cel al chimie organice (reacția Ciugaev îi poartă numele). De asemenea, a descoperit reacția ionilor de nichel (II) cu dimetiglioxima.